# Amegilla berylae
Amegilla berylae är en biart som först beskrevs av Rayment 1947.  Amegilla berylae ingår i släktet Amegilla och familjen långtungebin. Inga underarter finns listade i Catalogue of Life.